# Обозначения Гулда
Обозначения Гулда (англ. Gould designation) для звёзд похожи на обозначения Флемстида в том, что они нумеруют звёзды в созвездии в порядке возрастания прямого восхождения. Каждой звезде присваивается целое число (начиная с 1), за которым следует буква « G.» (или иногда сразу за ним следует буква «G» без пробела и точки), а затем латинский родительный падеж созвездия, в котором оно находится (см. Список созвездий и их латинское название (родительный падеж)).
Обозначения звёздам были даны в соответствии с положением звёзд в эпоху 1875.0, и со временем они сместились из-за влияния прецессии. Также из-за собственного движения звёзд и подобных процессов некоторые звёзды могли поменять номер в каталоге, и теперь идут не по порядку.
Обозначения Гулда впервые появились в «Аргентинской уранометрии» (лат. Uranometria Argentina), каталоге, опубликованном в 1879 году Бенджамином Гулдом. Многие из этих обозначений вышли из употребления, хотя для многих относительно ярких южных звёзд (которые находятся слишком далеко на юге, чтобы иметь обозначения Флемстида), обозначения Гулда остаются единственными простыми обозначениями, доступными без ссылки на громоздкие каталожные номера.

## Список созвездий с обозначениями Гулда
Каталог Гулда включает 66 созвездий (некоторые из которых также частично или полностью перекрыты обозначениями Флемстида):

### 33 созвездия, которые имеют обозначения, данные и Флемстидом и Гулдом
- Большой Пёс
- Весы
- Волк
- Водолей
- Волопас
- Ворон
- Геркулес
- Гидра
- Дева
- Дельфин
- Единорог
- Заяц
- Змееносец
- Змея
- Кит
- Козерог
- Корма
- Лев
- Малый Конь
- Малый Пёс
- Орион
- Орёл
- Пегас
- Рак
- Рыбы
- Секстант
- Скорпион
- Стрелец
- Телец
- Центавр
- Чаша
- Эридан
- Южная Рыба

### 33 созвездия, которые имеют обозначения, данные только Гулдом
Эти звёзды не были видны с территории Великобритании, где работал Флемстид.
- Голубь
- Золотая Рыба †
- Жертвенник
- Живописец
- Журавль
- Индеец
- Насос
- Наугольник
- Микроскоп
- Муха
- Компас
- Киль
- Летучая Рыба
- Октант
- Павлин
- Паруса
- Печь
- Райская Птица
- Резец
- Сетка
- Скульптор
- Столовая Гора
- Телескоп
- Тукан †
- Феникс
- Хамелеон
- Циркуль
- Часы
- Щит
- Южная Гидра
- Южная Корона
- Южный Крест
- Южный Треугольник

† 30 Золотой Рыбы и 47 Тукана — это обозначения Боде, а не Гулда

## Звёзды, известные прежде всего по обозначениям Гулда
Многие из подобных звёзд были перечислены в перекрёстном каталоге Костюка. В нём указаны звёзды, обозначенные Гулдом, а также имеющие номера данные Флемстидом. Из этого перекрестного каталога обозначения попали в другие источники, включая SIMBAD. Многие звезды, широко известные по обозначениям Гулда, являются близкими к Солнцу звёздами.
- 145G Большого Пса
- 33G Весов
- 72G Голубя
- 61G Живописца
- 41G Жертвенника
- 23G Кормы
- 140G Кормы
- 171G Кормы
- 188G Кормы
- 212G Кормы
- 16G Парусов
- 96G Рыб
- 29G Стрельца
- 31G Столовой Горы
- 67G Столовой Горы
- 120G Феникса
- 82G Эридана
- 35G Южного Креста
- 39G Южного Креста